# Eastman (miasto)
Eastman – miasto w Stanach Zjednoczonych, w stanie Wisconsin, w hrabstwie Crawford.